# The Terrible People
The Terrible People è un serial cinematografico del 1928 diretto da Spencer Gordon Bennet e basato su una novella omonima di Edgar Wallace; si ritiene sia andato perduto.

## Trama
Un'ereditiera è minacciata da una banda di criminali capeggiata da Clay Shelton che sembra essere tornato in vita dopo essere stato giustiziato per i suoi crimini.

## Elenco episodi
1. The Penalty (distribuito il  5 agosto 1928)
2. Disaster (distribuito il  12 agosto 1928)
3. The Claws of Death (distribuito il  19 agosto 1928)
4. Hidden Enemies (distribuito il  26 agosto 1928)
5. The Disastrous Rescue (distribuito il  2 settembre 1928)
6. The House of Peril (distribuito il  9 settembre 1928)
7. In the Enemy's Hands (distribuito il  16 settembre 1928)
8. The Dread Professor (distribuito il  23 settembre 1928)
9. The Death Trap (distribuito il  30 settembre 1928)
10. The Capture (distribuito il  7 ottobre 1928)